# Ladislav Šmíd (Eishockeyspieler, 1986)
Ladislav Šmíd (* 1. Februar 1986 in Frýdlant v Čechách, Tschechoslowakei) ist ein ehemaliger tschechischer Eishockeyspieler, der im Verlauf seiner aktiven Karriere zwischen 2001 und 2022 unter anderem 583 Spiele für die Edmonton Oilers und Calgary Flames in der National Hockey League (NHL) auf der Position des Verteidigers bestritten hat. Zudem absolvierte Šmíd über 380 weitere Partien für seinen Heimatverein Bílí Tygři Liberec in der tschechischen Extraliga.

## Karriere

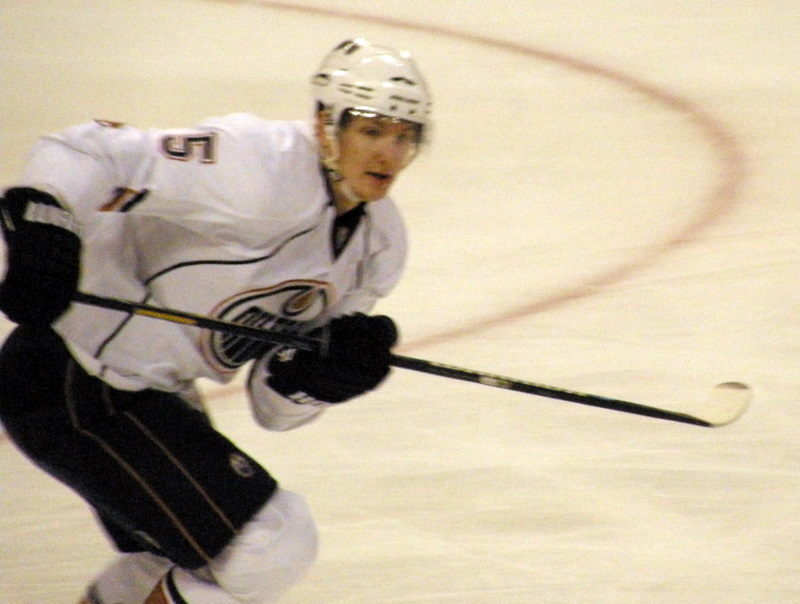
Šmíd im Trikot der Edmonton Oilers (2009)

Šmíd begann seine Karriere bei den Bílí Tygři Liberec in der tschechischen Extraliga, bevor er beim NHL Entry Draft 2004 als Neunter in der ersten Runde von den Mighty Ducks of Anaheim aus der National Hockey League (NHL) ausgewählt (gedraftet) wurde. Noch bevor der Linksschütze zu seinem ersten NHL-Einsatz kam, tauschten die Mighty Ducks die Rechte an ihm, Joffrey Lupul und weiteren Draft-Picks mit den Edmonton Oilers gegen Chris Pronger. Nach guten Leistungen in der Saison 2005/06 bei Anaheims Farmteam, den Portland Pirates, in der American Hockey League (AHL) gehörte er schon zu Beginn der folgenden Spielzeit zum NHL-Kader der Edmonton Oilers.
Im Jahr 2007 wurde Šmíd für das im Rahmenprogramm des NHL All-Star Game stattfindende YoungStars Game nominiert, dort lief er für das Team der Western Conference auf. Im Herbst 2007 konnte er sich nicht im Trainingscamp der Oilers durchsetzen und wurde zunächst im AHL-Farmteam Springfield Falcons eingesetzt. Schon nach acht Spielen in der AHL wurde er jedoch zurück in den NHL-Kader der Oilers berufen und verbrachte den Rest der Spielzeit 2007/08 dort. Im November 2013 wurde der Tscheche gemeinsam mit Torwart Olivier Roy zu den Calgary Flames transferiert, im Austausch wechselten Center Roman Horák und Torhüter Laurent Brossoit nach Edmonton.
Aufgrund einer anhaltenden Verletzung im Nackenbereich absolvierte der Verteidiger in den Spielzeiten 2014/15 und 2015/16 nur 31 bzw. 22 Spiele für die Flames, sodass man sich im September 2016 entschloss, Šmíd die gesamte Spielzeit 2016/17 aussetzen zu lassen, um eine vollständige Genesung zu erreichen. Im Mai 2017 wurde bekannt, dass der Tscheche in seinem Heimat zurückkehre und einen Zweijahresvertrag bei seinem Heimatverein Bílí Tygři Liberec unterzeichnet habe. Mit Liberec wurde der Abwehrspieler in den Frühjahren 2019 und 2021 jeweils Vizemeister. Nach der Saison 2021/22 beendete der 36-Jährige seine aktive Karriere.

### International
Šmíd nahm bisher an sieben Weltmeisterschaften teil. Für die tschechische U18-Auswahl absolvierte er die U18-Junioren-Weltmeisterschaften 2003 und 2004. Im selben Jahr nahm er als 18-Jähriger auch an der U20-Junioren-Weltmeisterschaft 2004 teil. Weitere Einsätze im U20-Juniorenteam Tschechiens hatte er bei den U20-Junioren-Weltmeisterschaften 2005 und 2006. Bei der U18-Weltmeisterschaft 2004 und der U20-Weltmeisterschaft 2005 gewann er jeweils die Bronzemedaille mit den Auswahlteams.
Für die Weltmeisterschaft 2007 wurde der Verteidiger das erste Mal in die tschechische Nationalmannschaft berufen, konnte aber in sechs WM-Spielen keinen Scorerpunkt erzielen. Des Weiteren lief Šmíd bei der Weltmeisterschaft 2013 und den Olympischen Winterspielen 2014 im russischen Sotschi auf.

## Erfolge und Auszeichnungen
- 2007 Teilnahme am NHL YoungStars Game
- 2019 Tschechischer Vizemeister mit den Bílí Tygři Liberec
- 2019 Bester Verteidiger der Extraliga
- 2021 Tschechischer Vizemeister mit den Bílí Tygři Liberec

### International
- 2004 Bronzemedaille bei der U18-Junioren-Weltmeisterschaft
- 2004 All-Star-Team der U18-Junioren-Weltmeisterschaft
- 2005 Bronzemedaille bei der U20-Junioren-Weltmeisterschaft

## Karrierestatistik

### International
Vertrat Tschechien bei:
| - U18-Junioren-Weltmeisterschaft 2003 - U20-Junioren-Weltmeisterschaft 2004 - U18-Junioren-Weltmeisterschaft 2004 - U20-Junioren-Weltmeisterschaft 2005 | - U20-Junioren-Weltmeisterschaft 2006 - Weltmeisterschaft 2007 - Weltmeisterschaft 2013 - Olympischen Winterspielen 2014 |

(Legende zur Spielerstatistik: Sp oder GP = absolvierte Spiele; T oder G = erzielte Tore; V oder A = erzielte Assists; Pkt oder Pts = erzielte Scorerpunkte; SM oder PIM = erhaltene Strafminuten; +/− = Plus/Minus-Bilanz; PP = erzielte Überzahltore; SH = erzielte Unterzahltore; GW = erzielte Siegtore; 1 Play-downs/Relegation; Kursiv: Statistik nicht vollständig)